# Caribbomerus asperatus
Caribbomerus asperatus là một loài bọ cánh cứng trong họ Cerambycidae.